# Дом Драгослава (Таганрог)
Дом Драгослава — двухэтажное здание, построенное во второй половине XIX века в городе Таганроге Ростовской области. Располагается по адресу: Итальянский переулок, 11.

## История
Дом №11 в Итальянском переулке города Таганрога был построен во второй половине XIX века. Это одноэтажное на пять окон здание имеет во дворе кирпичный флигель. Известны хозяева, владевшие зданием в конце XIX — начале XX веков. С 1880-х годов домом владел губернский секретарь Павел Николаевич Драгослав, который работал бухгалтером и письмоводителем Императорского странноприимного дома купца Депальдо. Его сын Владимир был обвенчан в Николаевской церкви Таганрога с дочерью дворянина, Раисой Владимировной Егоровой. Сам Павел Николаевич умер в Мерано (Италия) в 1908 году и похоронен на Новом евангелическом кладбище.
Помещения во флигеле сдавались квартирантам. В 1898 году в здании находилась контора ростовского фотографа А. Боярского, с этого же года здесь работал зубной врач Г. А. Френкель. Позднее, в 1911 году в здании принимал зубной врач Юлия Михайловна Милая, в 1914 году здесь размещалась нотариальная контора Н. Н. Пимонова, переехавшая впоследствии в помещение нотариуса Сукуренко. В 1918 году в этом доме жил член городской думы, избиравшийся по списку № 1 от партии социал-демократов, Михаил Давыдович Зейцман.
Последним владельцем здания был мещанин Исаак Бера Мознаим.  В годы советской власти здание было национализировано. В настоящее время в нём размещается стоматологическая клиника.

## Описание
Двухэтажное кирпичное здание по Итальянскому переулку д. 11 асимметрично, над венчающим его карнизом с двух сторон выполнен аттик. Здание имеет межэтажный карнизный пояс. Окна украшены пилястрами, центральные окна имеют полукруглые сандрики, боковые — сандрики прямоугольные. Вход в здание с навесом сделан в правой части здания.